# Cymindis cingulata
Cymindis cingulata es una especie de coleóptero de la familia Carabidae.

## Distribución geográfica
Habita en Albania, Austria, República Checa, Francia, Hungría, Italia, Moldavia, Polonia, Rumania, Eslovaquia, Suiza y Ucrania.